# 冈林信康
冈林信康（1946年7月22日 - ）是一名出生于日本近江八幡市滋贺县的民谣歌手。他以被歌迷尊称为“民谣之神”以及“日本的鲍勃·迪伦”著称。
他早年的家是一所由他父亲主持的家庭教堂（该教堂由William Merrell Vories创立）。
现居住在京都府龜岡市。
他曾持有基督教信仰，但由于他质疑于所在家庭教堂对不良青少年的改造活动，他逐渐远离了教会活动。
之后，他参与了社会主义运动，并且在认识了当时著名的民谣歌手高石友也后，开始演奏吉他。